# Großer Gott, wir loben dich

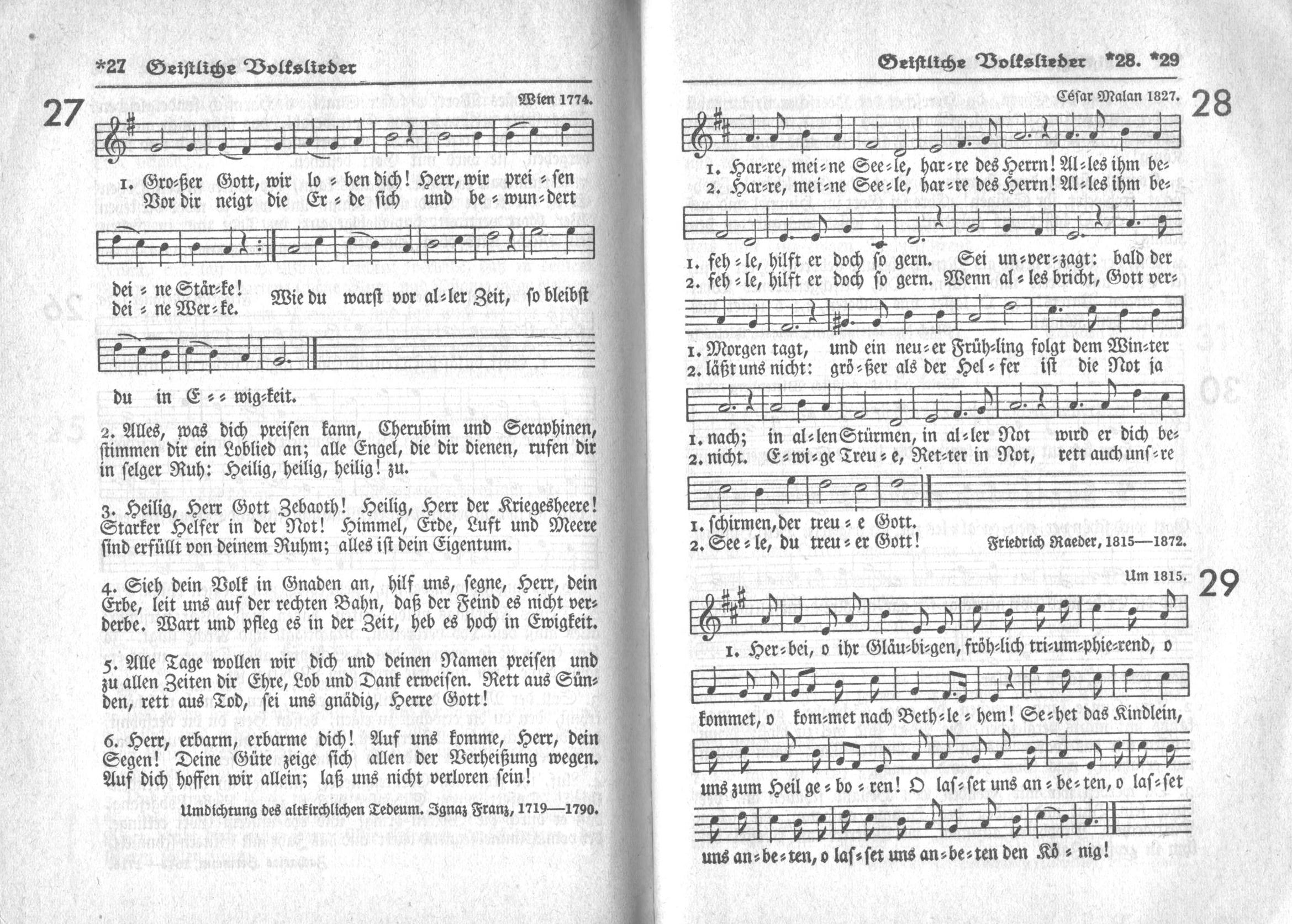
Evangelisches Gesangbuch, 1929

Großer Gott, wir loben dich ist ein römisch-katholisches, heute auch ökumenisches Kirchenlied. Ignaz Franz dichtete es 1768 als freie deutsche Fassung des aus dem 4. Jahrhundert stammenden lateinischen Gesangs Te Deum laudamus (Dich, Gott, loben wir), dessen liturgische Rolle es oftmals übernimmt. Es wird häufig zum Ende von feierlichen Dankgottesdiensten, etwa zum Jahresschluss, oder zu freudigen Anlässen wie der Fronleichnamsprozession gesungen und ist eines der bekanntesten deutschen Kirchenlieder. Dem Lied wird ein besonderer Rang zugesprochen, „einen mächtigeren, umfassenderen, grundsätzlicheren, der es erlaubt, von einer Hymne zu sprechen“ (Hermann Kurzke).
Als eines von wenigen ursprünglich katholischen Liedern wird es auch häufig im Protestantismus gesungen (EG 331, GL 380, MG 34). Es ist in seiner englischsprachigen Form (Holy God, we praise thy name) und durch die deutsche Auswanderung nach Nordamerika auch dort zu einem der am weitesten verbreiteten Kirchenlieder geworden.

## Melodie
Die bekannte Melodie wurde zum ersten Mal im Katholischen Gesangbuch (Wien 1776) abgedruckt. In der Folgezeit haben sich unterschiedliche Varianten herausgebildet. Die beiden gängigen, leicht unterschiedlichen Fassungen gehen auf Johann Gottfried Schichts Allgemeines Choralbuch (1819) und Heinrich Bones Gesangbuch Cantate (Mainz 1852) zurück. Hin und wieder vorgeschlagene Alternativmelodien haben sich nicht durchsetzen können.
Melodie von Wien um 1776, Heinrich Bone 1852 (Text von Ignaz Franz 1768):
Quelle: Gotteslob Nr. 380

## Text

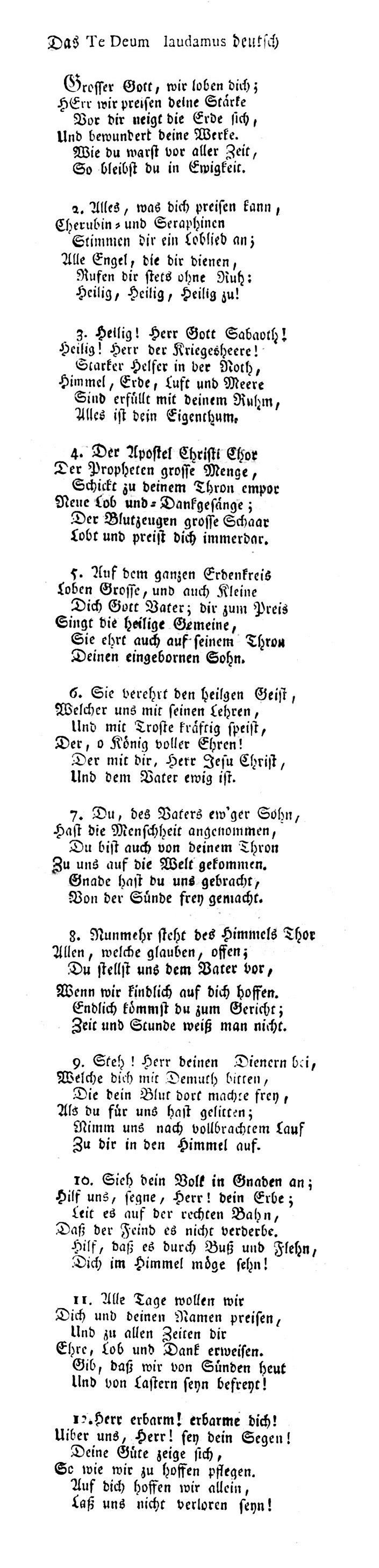
Großer Gott, wir loben dich, Erstfassung 1776

Der Text paraphrasiert den lateinischen Hymnus Te Deum in der Liturgie der lateinischen Kirche und wurde von dem Priester Ignaz Franz (1719–1790) gedichtet. Ursprünglich hatte das Lied zwölf Strophen. 1778 veröffentlichte Franz eine andere Version, die sich jedoch nicht durchsetzen konnte. Die heutige Fassung entstand durch das Zusammenziehen der ursprünglich fünften und sechsten Strophe.
Durch Johann Gottfried Schicht fand 1819 das Lied auch Einzug in protestantische Liederbücher, war jedoch als „geistliches Volkslied“ der Aufklärungszeit angefeindet. Erst im 20. Jahrhundert fand es dort Zustimmung, meist aber stark gekürzt. Die Neuapostolische Kirche passte den Text des Liedes mehrmals an.
In Militärgesangbüchern stand es als Danklied. Im Feldgesangbuch der evangelischen und katholischen Militärseelsorge von 1939 lautete die Schlussstrophe „Dort, wo unsre Fahnen wehn, seis zu Lande, seis zu Meere, laß die Treue Schildwach stehn, sei uns selber Waff’n und Wehre! Losungswort sei allzugleich: ‚Treu zu Führer, Volk und Reich.‘“
Das Gesangbuch der Deutschen Christen von 1941 wurde nach diesem Lied „Großer Gott wir loben dich“ benannt und enthielt eine von „jüdischen Elementen“ gereinigte Version, indem die Zeile „Heilig, Herr Gott Zebaoth“ durch „Heilig, heilig, Herre Gott“, in den Liederbüchern der Wehrmacht dagegen durch „Heilig, Herr, allmächtʼger Gott“ ersetzt wurde.
Der Aufbau des Liedes lässt sich in drei Abschnitte teilen: je einen hymnischen Abschnitt über Gott, den Vater (Strophen 1 bis 5) und Gott, den Sohn (Strophen 6 und 7) und schließlich die Bitten (Strophen 8 bis 11).

### Ökumenische Fassung
In den Kirchengesangbüchern in Deutschland und Österreich (Gotteslob Nr. 380, Evangelisches Gesangbuch Nr. 331, Mennonitisches Gesangbuch Nr. 34, Alt-katholisches Gesangbuch Nr. 550) steht die von der Arbeitsgemeinschaft für ökumenisches Liedgut erarbeitete Textfassung; dazu hier in Synopse das Te Deum in der Übersetzung von Romano Guardini:
| Liedtext | Te Deum |
| 1. Großer Gott, wir loben dich; Herr, wir preisen deine Stärke. Vor dir neigt die Erde sich und bewundert deine Werke. Wie du warst vor aller Zeit, so bleibst du in Ewigkeit.               | Dich, Gott, loben wir, dich, Herr, preisen wir. Dir, dem ewigen Vater, huldigt das Erdenrund. |
| 2. Alles, was dich preisen kann, Cherubim und Seraphinen stimmen dir ein Loblied an; alle Engel, die dir dienen, rufen dir stets ohne Ruh „Heilig, heilig, heilig“ zu.                       | Dir rufen die Engel alle, dir Himmel und Mächte insgesamt, die Kerubim dir und die Serafim mit niemals endender Stimme zu:                                                                                 |
| 3. Heilig, Herr Gott Zebaoth! Heilig, Herr der Himmelsheere! Starker Helfer in der Not! Himmel, Erde, Luft und Meere sind erfüllt von deinem Ruhm; alles ist dein Eigentum.                  | Heilig, heilig, heilig der Herr, der Gott der Scharen! Voll sind Himmel und Erde von deiner hohen Herrlichkeit.                                                                                            |
| 4. Der Apostel heilger Chor, der Propheten hehre Menge schickt zu deinem Thron empor neue Lob- und Dankgesänge; der Blutzeugen lichte Schar lobt und preist dich immerdar.                   | Dich preist der glorreiche Chor der Apostel; dich der Propheten lobwürdige Zahl; dich der Märtyrer leuchtendes Heer;                                                                                       |
| 5. Dich, Gott Vater auf dem Thron, loben Große, loben Kleine. Deinem eingebornen Sohn singt die heilige Gemeinde, und sie ehrt den Heilgen Geist, der uns seinen Trost erweist.              | dich preist über das Erdenrund die heilige Kirche; dich, den Vater unermessbarer Majestät; deinen wahren und einzigen Sohn; und den Heiligen Fürsprecher Geist.                                            |
| 6. Du, des Vaters ewger Sohn, hast die Menschheit angenommen, bist vom hohen Himmelsthron zu uns auf die Welt gekommen, hast uns Gottes Gnad gebracht, von der Sünd uns frei gemacht.        | Du König der Herrlichkeit, Christus. Du bist des Vaters allewiger Sohn. Du hast der Jungfrau Schoß nicht verschmäht, bist Mensch geworden, den Menschen zu befreien. Du hast bezwungen des Todes Stachel   |
| 7. Durch dich steht das Himmelstor allen, welche glauben, offen; du stellst uns dem Vater vor, wenn wir kindlich auf dich hoffen; du wirst kommen zum Gericht, wenn der letzte Tag anbricht. | und denen, die glauben, die Reiche der Himmel aufgetan. Du sitzest zur Rechten Gottes in deines Vaters Herrlichkeit. Als Richter, so glauben wir, kehrst du einst wieder.                                  |
| 8. Herr, steh deinen Dienern bei, welche dich in Demut bitten. Kauftest durch dein Blut uns frei, hast den Tod für uns gelitten; nimm uns nach vollbrachtem Lauf zu dir in den Himmel auf.   | Dich bitten wir denn, komm deinen Dienern zu Hilfe, die du erlöst mit kostbarem Blut. In der ewigen Herrlichkeit zähle uns deinen Heiligen zu.                                                             |
| 9. Sieh dein Volk in Gnaden an. Hilf uns, segne, Herr, dein Erbe; leit es auf der rechten Bahn, dass der Feind es nicht verderbe. Führe es durch diese Zeit, nimm es auf in Ewigkeit.        | Rette dein Volk, o Herr, und segne dein Erbe; und führe sie und erhebe sie bis in Ewigkeit. |
| 10. Alle Tage wollen wir dich und deinen Namen preisen und zu allen Zeiten dir Ehre, Lob und Dank erweisen. Rett aus Sünden, rett aus Tod, sei uns gnädig, Herre Gott!                       | An jedem Tag benedeien wir dich und loben in Ewigkeit deinen Namen, ja, in der ewigen Ewigkeit. In Gnaden wollest du, Herr, an diesem Tag uns ohne Schuld bewahren.                                        |
| 11. Herr, erbarm, erbarme dich. Lass uns deine Güte schauen; deine Treue zeige sich, wie wir fest auf dich vertrauen. Auf dich hoffen wir allein: Lass uns nicht verloren sein.              | Erbarme dich unser, o Herr, erbarme dich unser. Lass über uns dein Erbarmen geschehn, wie wir gehofft auf dich. Auf dich, o Herr, habe ich meine Hoffnung gesetzt. In Ewigkeit werde ich nicht zuschanden. |

### Schweizer Gesangbücher
Die Schweizer Gesangbücher (Gesangbuch der Evangelisch-reformierten Kirchen der deutschsprachigen Schweiz, Nr. 247; Gesangbuch der römisch-katholischen Kirche der deutschsprachigen Schweiz Nr. 175; Gebet- und Gesangbuch der christkatholischen Kirche der Schweiz, Nr. 495) folgen ebenfalls dieser ökumenischen Fassung, haben aber folgende Abweichung in der letzten Strophe:
11. Herr, erbarm, erbarme dich; auf uns komme, Herr, dein Segen.

deine Güte zeige sich allen der Verheissung wegen.

Auf dich hoffen wir allein: lass uns nicht verloren sein.
In der Schweiz gibt es außerdem eine in der Zeit nach dem Ersten Weltkrieg entstandene pazifistische Neufassung von Karl von Greyerz, die im evangelisch-reformierten (Nr. 518) und im christkatholischen Gesangbuch jeweils besonders für den eidgenössischen Dank-, Buss und Bettag vorgesehen ist.
2. Unser Land mit seiner Pracht,

 seine Berge, seine Fluren

 sind die Zeugen deiner Macht,

 deiner Vatergüte Spuren.

 Alles in uns betet an;

 Großes hast du uns getan.

3. Zieh uns in dein Liebesreich;

 mach aus Sündern Gotteskinder;

 mach uns dir, o Heiland, gleich:

 Helfer, Kämpfer, Überwinder,

 im Geringsten wahr und treu;

 großer Gott, mach du uns frei.

4. Herr, erbarm, erbarme dich

 deiner blutbefleckten Erde;

 unsre Seele sehnet sich,

 dass du sprichst ein neues „Werde!“.

 Send uns Kraft und Zuversicht,

 die der Waffen Joch zerbricht.

5. Zünd in uns dein Feuer an,

 dass die Herzen gläubig brennen

 und, befreit von Angst und Wahn,

 wir als Menschen uns erkennen,

 die sich über Meer und Land

 reichen fest die Friedenshand.

6. Mach vom Hass die Geister frei,

 frei von Sündenlast und -ketten;

 brich des Mammons Reich entzwei;

 du nur kannst die Menschheit retten.

 Rette uns aus Schuld und Not,

 Heilger Geist, barmherz’ger Gott.

### Text Zürcher Disputation 1984
Strophe 1: Ignaz Franz 1719–1790, Strophen 2–6 Gruppe der Zürcher Disputation 1984 nach Karl von Greyerz, 1870–1949.
1. Großer Gott, wir loben dich,

Herr, wir preisen deine Stärke.

Vor dir neigt die Erde sich

und bewundert deine Werke.

Wie du warst vor aller Zeit,

so bleibst du in Ewigkeit.

2. Herr, erbarm, erbarme dich,

denn der Mensch bedroht die Erde.

Unsre Seele sehnet sich,

dass du sprichst ein neues „Werde“!

Gib uns Kraft, Verstand und Mut,

hilf bewahren der Schöpfung Gut.

3. Hilf zu schützen deine Welt

mit den Wassern und den Wäldern,

mit den Tieren ungezählt

in der Luft, im Meer, Wald und Feldern.

Lass uns folgen deiner Spur

für den Schutz der Kreatur.

4. Mach von Angst die Herzen frei,

frei von Zwängen, Süchten, Ketten.

Brich der Habgier Macht entzwei.

Du nur kannst uns daraus retten.

Du nur kennst der vielen Not,

denen Arbeit fehlt und Brot.

5. Sieh, wie Kinder hungern hier,

während Menschen Korn zerstören.

Grössetes Unrecht ists vor dir,

andrer Hilfeschrei nicht zu hören.

Gib uns Kraft, gib eine Sicht,

dass des Elends Joch zerbricht.

6. Ja, erbarm, erbarme dich.

Es bedroht der Mensch die Erde.

Unsere Seele sehnt sich,

dass du sprichst ein neues „Werde!“

und ein Frieden weltweit sei.

Mach für ihn uns Menschen frei.

## Übersetzungen
- Holy God, Thy Name we bless, englisch 1923
- Holy God, We Praise Thy Name, englisch von Clarence A. Walworth (1820–1900)
- Grand Dieu, nous te bénissons, französisch von Henri-Louis Empeytaz (1790–1853), Genf 1817
- 주 천주의 권능과, koreanisch
- Te lodiamo, Trinità, italienisch von Gino Stefani (1929–2019)[10]
- Grote God, wij loven U, niederländisch von Hélène Swarth (1859–1941)
- Ó Senhor do altos céus, portugiesisch
- Gud, vår Gud, vi lovar dig, schwedisch von Olof Hartman (1906–1982)
- Store Gud, ditt namn ske pris, schwedisch von Johan Nordström (1891–1967)
- Hvala večnemu Bogu, slowenisch von Blaž Potočnik (1799–1872) bzw. Gregorij Pečjak (1867–1961)
- Bože, chválíme tebe, tschechisch

## Rezeption
Für ihre Verabschiedung als Bundeskanzlerin wählte Angela Merkel Großer Gott, wir loben dich als einen von drei Musiktiteln der Serenade bei dem zu ihren Ehren am 2. Dezember 2021 abgehaltenen Großen Zapfenstreich aus.